# The Worst (álbum de Tech N9ne)
The Worst é o 2° album de estúdio do rapper estadunidense Tech N9ne, lançado no ano de 2000.
Contém 17 faixas, descritas logo abaixo.

## Lista de faixas
1. Stamina
2. Trauma
3. Planet Rock 2K (Original Version)
4. Thugged Out
5. Walk These Shoes
6. They're All Gonna Laugh At You
7. Niggas
8. Why?
9. Mad Confusion
10. One Night Stand
11. Get Blowed
12. I Didn't Lie
13. Mind Of A Killer
14. The Worst
15. S.I.M.O.N. Says
16. Fucked Up Day
17. Fucked Up Day